# 15 Wileński Batalion Strzelców
15 Wileński Batalion Strzelców „Wilków” (15 bs) – pododdział piechoty Polskich Sił Zbrojnych.

## Formowanie i zmiany organizacyjne
Batalion został sformowany 25 października 1942 roku, w obozie Khánaqín, w Iraku, w składzie 4 Brygady Strzelców. Jednostka została zorganizowana na bazie 15 pułku piechoty „Wilków”, według etatów brytyjskich.
W marcu 1943 roku 15 batalion „Wilków” został podporządkowany dowódcy 5 Wileńskiej Brygady Piechoty, a w jego struktury włączony 12 batalion strzelców.
Po wojnie batalion, będąc w składzie wojsk okupacyjnych, pełnił między innymi służbę wartowniczą. W lutym 1946 ochraniał obiekty wojskowe i komunikacyjne w rejonie Modeny.
5 września 1946 roku w Bari, w dniu Święta Batalionowego, ks. kapelan Ludwik Żmikowski poświęcił urnę 15 Wileńskiego batalionu strzelców „Wilków” z ziemią z pobojowisk w Italii z lat 1944-1945. Urna „została ufundowana na wieczną rzeczy pamiątkę przez żołnierzy Batalionu z dobrowolnych składek. Urnę wykonał według projektu por. Bohdana Mintowt-Czyża, żołnierza tegoż Baonu – prof. Giuseppe Mazzoli z Bolonii”. 3 sierpnia 1952 roku, w trakcie dorocznego Zjazdu Koła Żołnierzy „Wilków” urna została uroczyście przekazana „Instytutowi Historycznemu”. W akcie przekazania urny stwierdzono, że ma być ona przechowywana do „czasu odzyskania niepodległości Polski, po czym zgodnie z wolą fundatorów” miała być „umieszczona po wieczne czasy jako votum dziękczynne w kaplicy Najświętszej Panny Marii Ostrobramskiej w Wilnie”.

## Obsada personalna
Dowódcy batalionu
- mjr Władysław Kamiński (do III 1943)
- ppłk Wiktor Stoczkowski (do 17 V 1944)
- mjr/ppłk Leon Gnatowski (17 V - 18 X 1944)[4]
- kpt./mjr Stanisław Władysław Faliszewski (18 X 1944 -1947)[5]

Zastępcy dowódcy batalionu
- mjr Stanisław Mrozek (do VII 1943)[6]
- mjr Leon Gnatowski (do 17 V 1944)
- kpt. Jan Dragan (17 V - 15 VII 1944)
- kpt. Władysław Kaniowski (15 VII - +4 VIII 1944)
- kpt. Stanisław Faliszewski (od VIII - 18 X 1944)
- kpt. Józef Polkowski[7]

Oficerowie
- por. Mirosław Lekis

## Organizacja batalionu
- kompania dowodzenia
  - pluton łączności
  - pluton saperów
  - pluton gospodarczy
- cztery kompanie strzeleckie
  - poczet dowódcy
  - trzy plutony strzeleckie
    - trzy drużyny strzelców
    - sekcja moździerzy
- kompania wsparcia
  - pluton moździerzy
  - pluton rozpoznawczy (13 carierów)
  - pluton przeciwpancerny (działa 6-funtowe)

Batalion etatowo liczył 39 oficerów i 744 szeregowych. Posiadał 55 samochodów
|  |  |  |  |  |  |

## Odznaka batalionu
Zatwierdzona rozkazem dowódcy 2 Korpusu nr 114 z 6 września 1945 roku.
Wykonana w srebrze; wymiary 32 x 28 mm. Posiada formę głowy wilka widzianej z boku. Noszona na berecie po lewej stronie, w odległości 5 cm od orzełka na podkładce sukiennej lub plastykowej w kolorach granatowo - żółtym.